# Interestatal 40 (California)
La Interestatal 40 (abreviada I-40) es una autopista interestatal ubicada en el estado de California. La autopista inicia en el Oeste desde la I 15     en Barstow hacia el Este en la I 40  en la frontera con Arizona. La autopista tiene una longitud de 248,8 km (154.623 mi).

## Mantenimiento
Al igual que las carreteras estatales, las carreteras federales, la Interestatal 40 es administrada y mantenida por el Departamento de Transporte de California por sus siglas en inglés Caltrans.

## Cruces
La Interestatal 40 es atravesada principalmente por la  US 95     en Needles.
| Localidad | Miliario | Salida               | Destinos                                                         | Notas                                           |
| --- | -------- | -------------------- | ---------------------------------------------------------------- | ----------------------------------------------- |
| Barstow | R0.00    |                      | I 15 sur (Mojave Freeway) a SR 58 oeste – San Bernardino         | Salida Oeste y entrada Este                     |
| Barstow | R0.79    | 1                    | Montara Road, East Main Street (I-15 Bus. sur, hacia I-15 norte) | East Main Street fue la antigua US 66 oeste     |
| | R2.35    | 2                    | Marine Corps Logistics Base Barstow                              | Antigua US 66 este                              |
| | R4.71    | 5                    | Nebo Street                                                      | Salida Este y entrada Oeste                     |
| Daggett | R7.18    | 7                    | Daggett, A Street                                                |                                                 |
| | R12.19   | 12                   | Airport Road, Barstow-Daggett Airport                            |                                                 |
| Newberry Springs | R18.45   | 18                   | National Trails Highway — Newberry Springs                       | Antigua US 66                                   |
| | R23.33   | 23                   | Fort Cady Road – Newberry Springs                                |                                                 |
| | R32.50   | 33                   | Hector Road                                                      |                                                 |
| Ludlow | R49.98   | 50                   | Ludlow, Crucero Road                                             | Antigua US 66                                   |
| | R78.17   | 78                   | Kelbaker Road                                                    |                                                 |
| | R99.73   | 100                  | Essex Road – Essex                                               |                                                 |
| | R107.17  | 107                  | Goffs Road – Essex                                               |                                                 |
| | R115.19  | 115                  | Mountain Springs Road                                            | Antigua US 66                                   |
| | R119.97  | 120                  | Water Road                                                       |                                                 |
| | R132.73  | 133                  | US 95 norte – Searchlight, Las Vegas                             | Extremo Oeste de la US 95 ; Antigua US 66 oeste |
| Needles | R139.11  | 139                  | River Road Cutoff                                                | Salida Este y entrada Oeste                     |
| Needles | R141.01  | 141                  | West Broadway, River Road (I-40 Bus. este)                       | West Broadway fue la antigua US 66 este         |
| Needles | R142.37  | 142                  | J Street – Downtown Needles                                      |                                                 |
| Needles | R143.76  | 144                  | US 95 sur (East Broadway, I-40 Bus. oeste) – Blythe              | Extremo este de la US 95; Antigua US 66         |
| | R148.19  | 148                  | Five Mile Road hacia US 95 sur – Blythe                          | Antigua US 66 oeste                             |
| | R153.31  | 153                  | Park Moabi Road                                                  |                                                 |
| | R154.64  | Frontera con Arizona | Frontera con Arizona                                             | Frontera con Arizona                            |
| 1.000 mi = 1.609 km; 1.000 km = 0.621 mi Cerrada/Antigua • Terminal concurrente • Acceso incompleto • Propuesta/Sin abrir |          |                      |                                                                  |                                                 |

### Interstate 40 Business
La Interstate 40 Business es un circuito carretero en Needles, California. Provee acceso directo al centro de Needles como Broadway Street. También sigue la antigua ruta de la U.S. Route 66.